# Bahnstrecke East Brookfield–North Brookfield
| Streckenlänge: | 6,4 km               |                     |                     |
| Spurweite: | 1435 mm (Normalspur) |                     |                     |
| Zweigleisigkeit: | –                    |                     |                     |
| |                      |                     |                     |
| Gesellschaft: | zuletzt Penn Central |                     |                     |
| \| \| \| von Worcester \| \| \| \| 0,0 \| East Brookfield MA \| East Brookfield MA \| \| \| \| nach Albany \| \| \| \| 6,4 \| North Brookfield MA \| North Brookfield MA \| |                      |                     |                     |
| Strecke |                      | von Worcester       | von Worcester       |
| Dienststation / Betriebs- oder Güterbahnhof | 0,0                  | East Brookfield MA  | East Brookfield MA  |
| Abzweig ehemals geradeaus und nach links |                      | nach Albany         | nach Albany         |
| Kopfbahnhof Streckenende (Strecke außer Betrieb) | 6,4                  | North Brookfield MA | North Brookfield MA |

Die Bahnstrecke East Brookfield–North Brookfield (auch North Brookfield Branch) ist eine Eisenbahnstrecke in Massachusetts (Vereinigte Staaten). Sie ist rund sechs Kilometer lang und verbindet die beiden Orte East Brookfield und North Brookfield. Die normalspurige Strecke ist stillgelegt.

## Geschichte
Die 1839 eröffnete Hauptstrecke Worcester–Albany der Boston and Albany Railroad berührte die Stadt North Brookfield nicht, verlief aber wenige Kilometer südlich durch East Brookfield. Lokale Investoren gründeten 1875 die North Brookfield Railroad Company und bauten eine Stichstrecke von der Hauptstrecke bis ins Zentrum von North Brookfield. Sie ging im Januar 1876 in Betrieb. Mit der Eröffnung pachtete die Boston&Albany die Bahn. Der Pachtvertrag wurde in der Folge immer wieder verlängert, ohne dass die Boston&Albany den Erwerb der Strecke anstrebte.
Der Personenverkehr wurde zum 31. Dezember 1935 eingestellt. 1968 übernahm die Penn Central den Pachtvertrag über die Bahnstrecke und stellte 1972 den Güterverkehr ein, woraufhin der Eigentümer die Strecke stilllegte.

## Streckenbeschreibung
Die Strecke zweigt aus der Hauptstrecke am Bahnhof East Brookfield ab, den sie in westliche Richtung verlässt. Eine Verbindungskurve in Richtung Springfield existierte nicht. Die Trasse biegt kurz nach dem Bahnhof in Richtung Norden ab. Sie verläuft parallel zur East Brookfield Road und endet an der Kreuzung School Street/Elm Street. Das Bahnhofsgebäude des früheren Endbahnhofs steht noch und wird privat genutzt.

## Personenverkehr
Kurz nach der Eröffnung der Strecke fuhren 1881 sechs Zugpaare im Anschluss an Züge auf der Hauptstrecke, die die Strecke in 12–15 Minuten durchfuhren. Alle Personenzüge pendelten nur auf der Stichstrecke und Fahrgäste mussten in East Brookfield umsteigen. Sonntags ruhte der Verkehr auf der Strecke. Anfang des 20. Jahrhunderts wurde die Anzahl der Züge geringfügig erhöht. So fuhren 1910 sieben und 1916 neun Zugpaare an Werktagen. Nach dem Ende des Ersten Weltkriegs ging der Personenverkehr bei den Eisenbahnen im ganzen Land rapide zurück und auch auf der Strecke nach North Brookfield wurden Züge gestrichen, sodass 1920 noch sieben Zugpaare verkehrten.
Auch im Fahrplan von 1933 waren noch sieben werktägliche Zugpaare verzeichnet, Ende 1935 wurde der Personenverkehr eingestellt.